# إشتفان كوفاتش
إشتفان كوفاتش (بالمجرية: Kovács István)‏ (17 يونيو 1991 ببودابست في المجر - ) هو لاعب كرة قدم مجري في مركز الهجوم. شارك مع منتخب المجر تحت 21 سنة لكرة القدم. أما مع النوادي، فقد لعب مع نادي فيرينتسفاروشي.